# NGC 5295
NGC 5295 é uma galáxia elíptica (E-S0) localizada na direcção da constelação de Camelopardalis. Possui uma declinação de +79° 27' 34" e uma ascensão recta de 13 horas, 38 minutos e 39,3 segundos.
A galáxia NGC 5295 foi descoberta em 20 de Dezembro de 1797 por William Herschel.